# Les Diablerets (village)
Pour les articles homonymes, voir Les Diablerets.
Les Diablerets est une station de montagne du canton de Vaud (Suisse) située sur la commune d'Ormont-Dessus, au pied du massif montagneux du même nom, dans une large vallée.

## Histoire

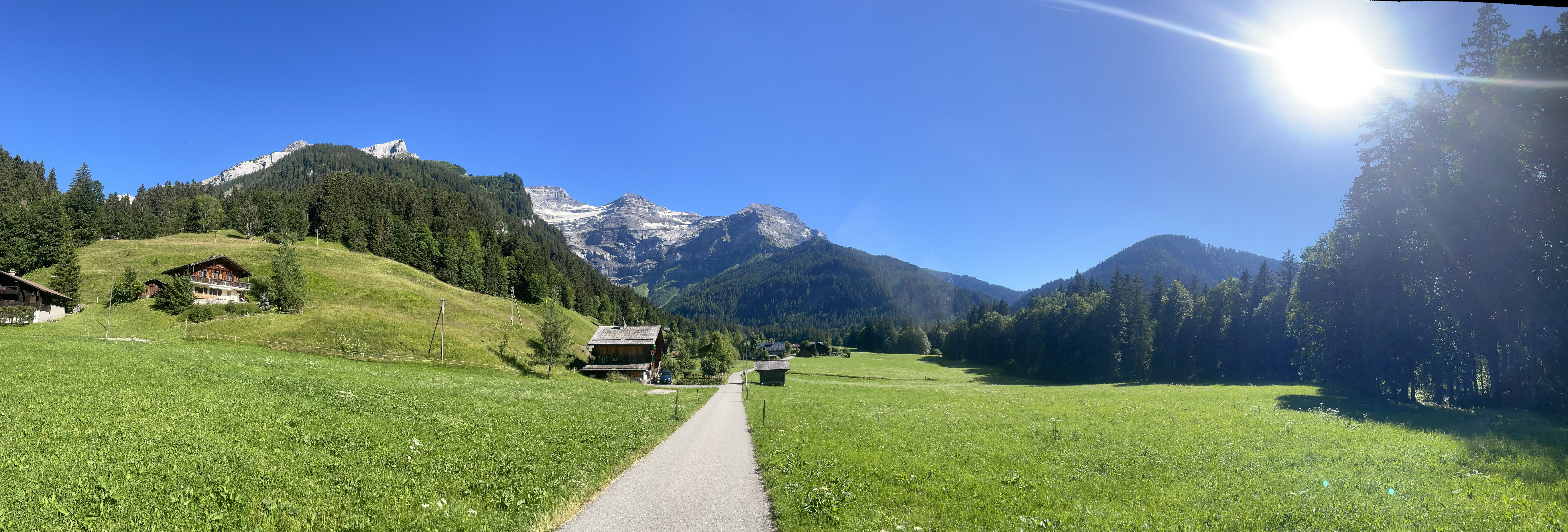
Vue panoramique d'Aigue Noire aux Diablerets

Vue aérienne (1949)

À l’origine, le nom du village des Diablerets était Le Plan des Isles. Puis il reçut le nom d'un établissement nommé Hôtel des Diablerets - du nom du Massif de la région.
La station, auparavant alpage, s'est développée grâce au tourisme dès le XIXe siècle. Au début, seul le tourisme d'été était développé. L'idée de développer le ski dans la vallée arriva dans les années 1940 (ski bob sur la route du Pillon) et la station se dota de son premier téléski aux Vioz. Maintenant, c'est une station été/hiver renommée.
Depuis 1969, la station accueille chaque année au mois d'août le Festival international du film des Diablerets, un festival de cinéma de montagne ainsi que le festival musique et neige, un festival de musique classique qui se tient de janvier à mars.
Depuis 2013, Les Diablerets constitue le départ et l'arrivée de l'Humani'Trail, un trail à vocation humanitaire qui se déroule chaque mois de septembre.

## Monuments
- La station supérieure du téléphérique du glacier de Tsanfleuron (Glacier 3000), construite par Mario Botta.
- Le Musée des Ormonts dans le village de Vers-l'Église.

## Transports publics

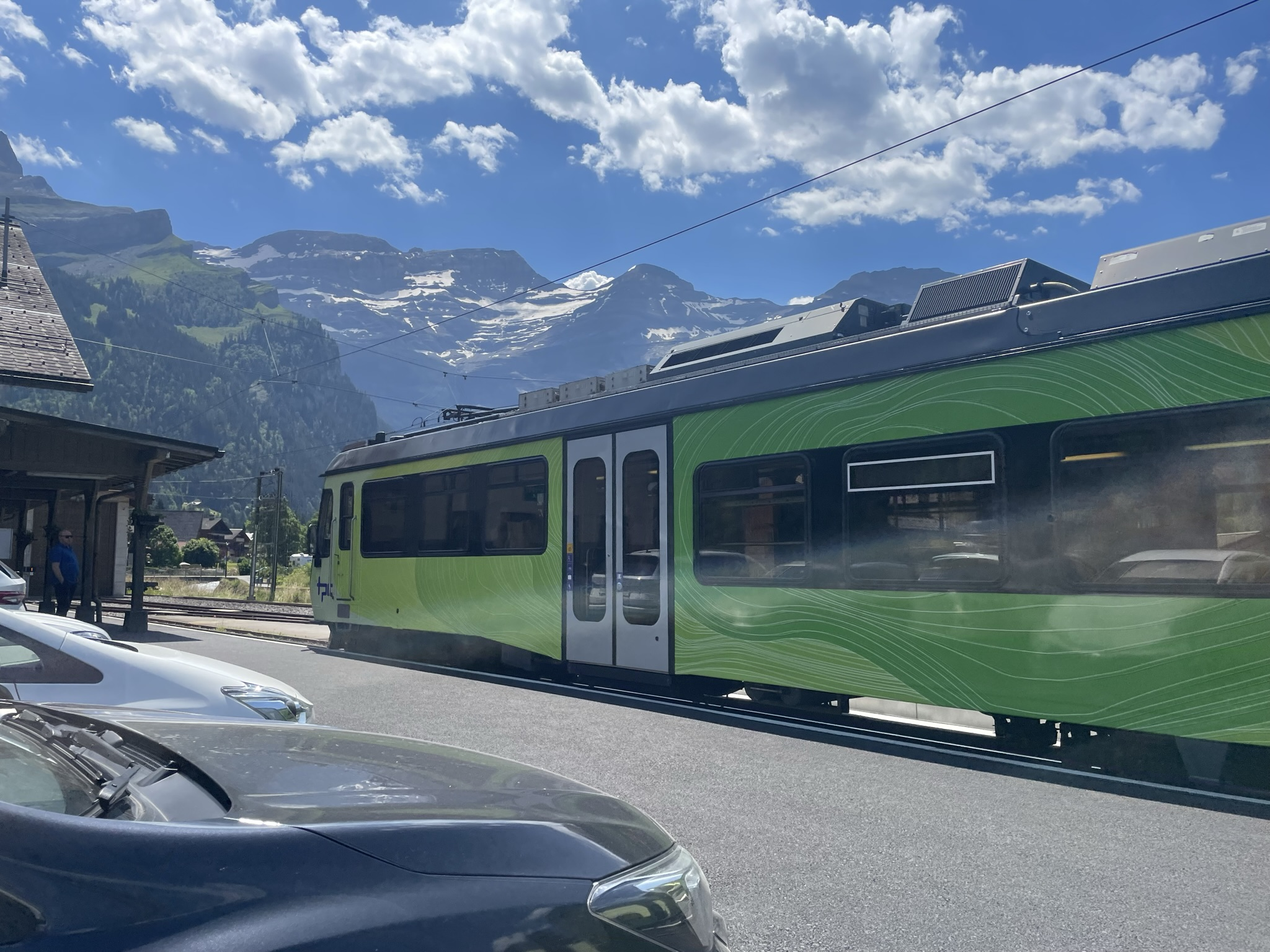
Les Diablerets - le train rentre en gare (2023)

- Terminus de la ligne ferroviaire Aigle - Le Sépey - Les Diablerets exploitée par les Transports publics du Chablais.
- Terminus de la ligne routière Les Diablerets - Gstaad - Schönried
- Terminus de la ligne routière Les Diablerets - Col de la Croix - Villars-sur-Ollon, en été seulement
- Navette interne desservant la gare, les départs de télécabines, le col du Pillon (téléphérique), et Reusch (téléphérique), en hiver seulement
- Téléphérique du glacier de Tsanfleuron, en saison uniquement

## Domaines skiables
La station des Diablerets possède trois domaines skiables. Deux sont accessibles directement depuis le village, Isenau et le Meilleret, alors que le troisième, le Glacier 3000, est accessible depuis le col du Pillon. En tout la station propose 125 km de pistes en commun avec les stations voisines de Villars-Gryon.
- Isenau

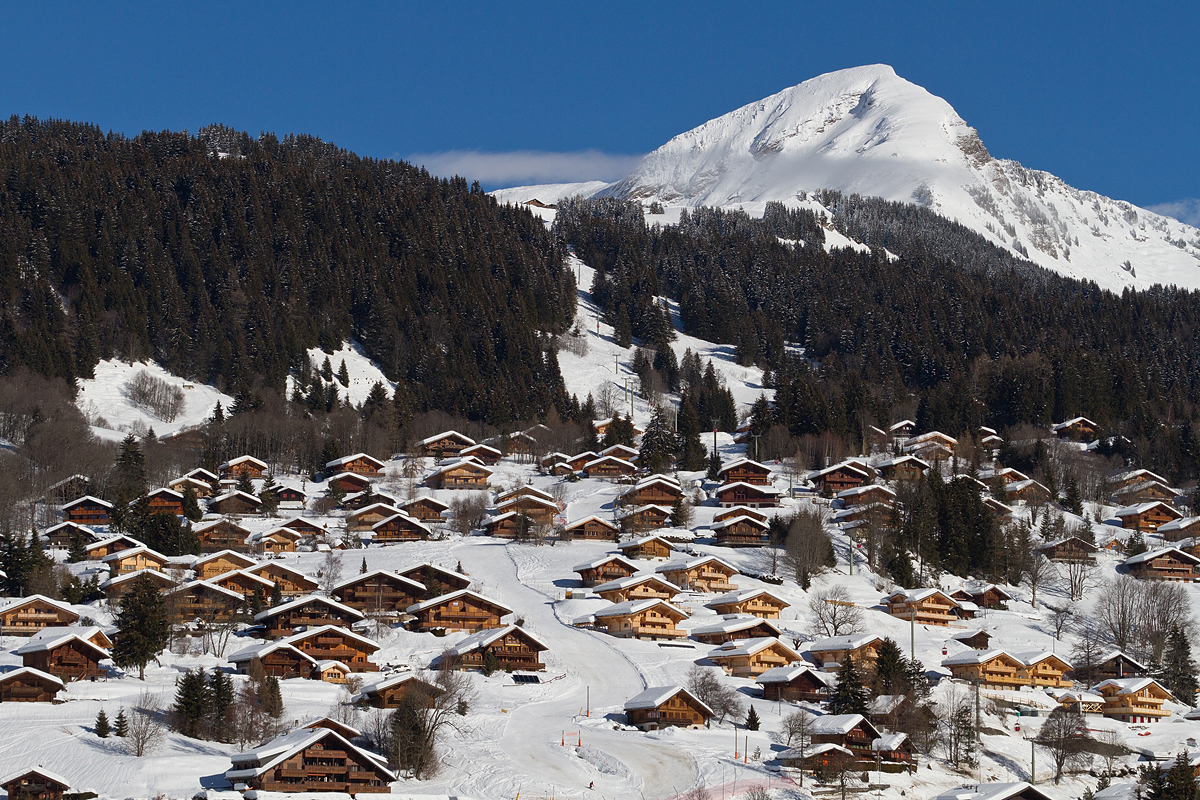
Vue du télécabine d'Isenau, de la piste bleu Isenau - Diablerets et de la Palette

Ce domaine, entouré par les montagnes de la Para et de La Palette, est particulièrement apprécié des débutants et des familles. Il est desservi directement depuis les hauteurs de la station des Diablerets, aux moyens de la télécabine historique construite en 1953 et dont les cabines 2-places ont été remplacées en 1974 par des cabines 4-places. La gare d'arrivée est située à 1 763 m d'altitude. Le téléski du sommet arrive juste en dessous de la Floriettaz (2 120 m).
Orienté plein sud, ce domaine offre des pistes majoritairement de niveau bleu, et situées au-delà de la limite de la forêt. Cela offre de nombreuses possibilités de ski hors piste, complétées également par l'existence d'un itinéraire non damé. Avec 6 remontées mécaniques - dont les cinq téléskis du domaine d'altitude - et 16 km de pistes skiables, il s'agit du plus petit domaine des Diablerets.
Deux longues pistes permettent le retour en station, en longeant sur la fin plusieurs zones d'habitation. Une piste rouge - pas toujours ouverte - permet de relier le col du Pillon, directement depuis le domaine d'altitude d'Isenau.
Isenau fait partie du regroupement de stations de sports d'hiver des Alpes vaudoises, qui coopèrent sur une offre forfaitaire commune. Il existe également une offre forfaitaire regroupant les domaines d'Isenau et du Meilleret-Villars-Gryon.
Le domaine ne fonctionne plus depuis la fin de la saison 2016/2017, la télécabine n'ayant plus recu les autorisations nécessaires pour son exploitation. Il existe un projet de renouvellement de l'exploitation, toutefois début 2019 il n'était pas certain qu'il se concrétise.
- Le Meilleret

Ce domaine, dont le départ s'effectue depuis les abords inférieurs des Diablerets, possède des pistes qui ont été majoritairement dessinées directement dans la forêt. Situées en majorité sur des pentes protégées du soleil, elles sont de manière générale relativement larges, et de niveau de difficulté moyenne. Depuis la saison 2016-2017 un télésiège débrayable 4-places (TSD4 Conche - Mi-Laouissalet) remplace les anciennes installations datant de fin 1996 permettant de relier Les Diablerets au domaine de Villars-Gryon, dont les forfaits sont valables sur le domaine du Meilleret. Il remplace ainsi le télésiège 2 places Perche-Conche et le téléski Vieille Case. Le téléski Laouissalet est remplacé par un télésiège débrayable 6 places Laouissalet - Meilleret.
Le premier téléski historique de la station - et par ailleurs l'un des premiers de Suisse romande - y fut construit en 1942 (les Vioz). Le domaine a été agrandi en 1977. Jusqu'en 2016 il était desservi par trois télésièges (Vioz-Mazots et Ruvine-Meilleret, tous deux de construction moderne, ainsi que Perche-Conche pour la liaison à Villars) et par six téléskis (Pony, Vers l'Église, Ruvine, Jorasse, Laouissallet et Vieille case). Depuis 2019 une nouvelle télécabine de 10 places rejoint les hauteurs du domaine (Les Mazots) depuis Les Diablerets.

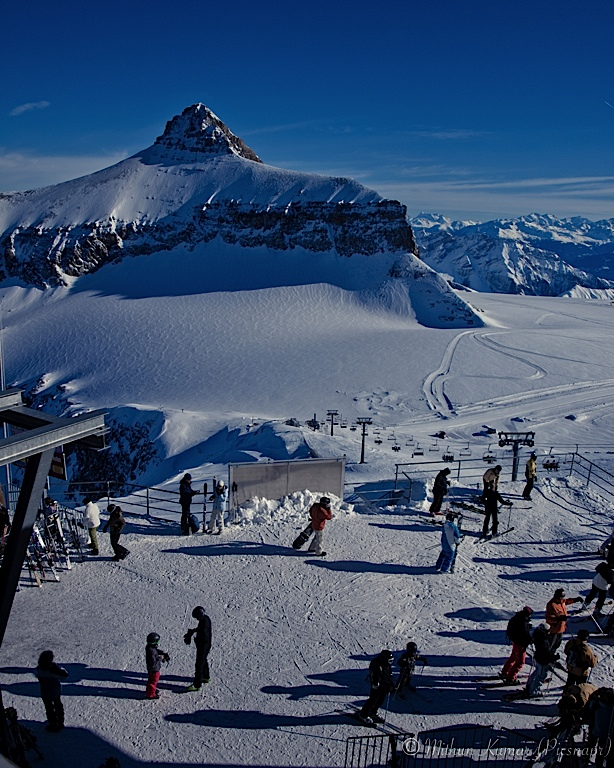
Vue depuis la gare d'arrivée du téléphérique.

La piste éclairée de la Jorasse y permet la pratique du ski nocturne. Le point le plus bas du domaine est situé au hameau de Vers l'Église (1 145 m), au niveau de la gare ferroviaire. Une piste de luge de 7,2 km de long - soit l'une des plus longues de Suisse - et 560 m de dénivelé y a été aménagée. Cette dernière rejoint Les Diablerets depuis le sommet du télésiège des Mazots (1 717 m).
Il est possible de pratiquer gratuitement le ski de fond aux Diablerets, avec 30 km de pistes de classique et 15 km de skating. Une boucle de trois kilomètres de pistes est tracée en été sur le glacier.
- Glacier 3000

Aménagé partiellement sur le glacier de Tsanfleuron, il s'agit du domaine le plus élevé des Diablerets et également du canton de Vaud. Cela lui confère une sécurité d'enneigement nettement supérieure aux stations voisines. La saison dure généralement de début novembre à début mai. Du fait des hautes altitudes, l'ouverture du domaine est toutefois fortement tributaire des conditions météorologiques, du vent et de la visibilité.

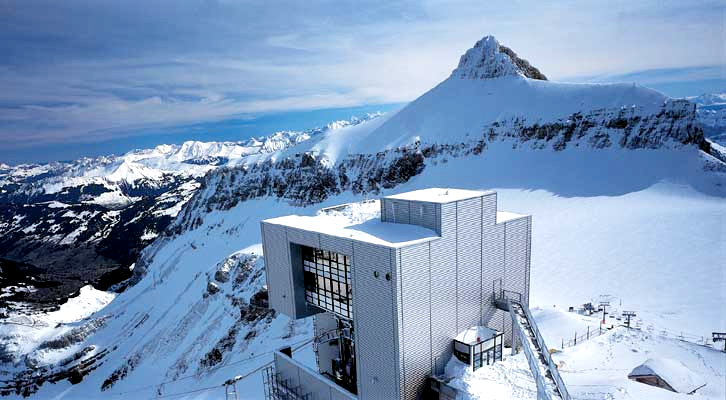
Station supérieur du téléphérique Glacier 3000

Le domaine, situé à la frontière linguistique francogermanique, est accessible depuis la route menant au col du Pillon (1 546 m) depuis Gstaad, ou depuis Les Diablerets, qui organisent également un skibus gratuit toutes les heures voire toutes les 1/2 heures. Il compte dix remontées mécaniques et 25 km de pistes. Un téléphérique de 125 places, construit en 1999, part toutes les 20 minutes du parking gratuit au niveau du col et rejoint d'abord la Cabane des Diablerets (2 528 m). Puis un deuxième téléphérique poursuit pour rejoindre le bâtiment moderne (2 948 m) conçu par l'architecte Mario Botta, avec larges surface vitrées et bétonnées, mis en service en 2001. Officiellement, le retour au col ne peut être effectué que via les deux téléphériques, dans le sens de la descente, ou alors en descendant à skis via la piste de Reusch puis en empruntant le skibus du retour.
Le domaine du sommet - qui culmine au Dôme - est situé entre 2 582 m et 3 010 m sur glacier, et offre des pistes de niveau facile et un dénivelé relativement faible. Les pistes, desservies par trois téléskis ainsi qu'un télésiège relativement lents, y sont larges. On trouve sur le glacier le plus long téléski d'Europe (2 300 m de long). Le premier téléski permettant le ski d'été fut construit sur le glacier en 1971.
La "Combe d'Audon" quant à elle est accessible depuis le glacier, aux moyens d'une piste particulièrement plate et imposant par conséquent de pousser sur les bâtons. Il s'agit d'une piste noire qui offre une déclivité marquée et une longueur - 7 km - nettement plus importante. Elle est ouverte au ski hors piste - sécurisé - le premier jour après les chutes de neige. Un télésiège 4-places débrayable, relativement court, part alors d'Oldenalp (1 844 m) et ramène les skieurs à Oldenegg (1 927 m). De là part le télésiège 4-places débrayable à bulle de Scex Rouge - construit en 2000 - qui permet de rejoindre la Cabane et donc le glacier. Le temps de rotation est par conséquent particulièrement long pour effectuer une telle boucle complète à skis. Une compétition de ski extrême est organisée chaque année.
Le point le plus bas du domaine est situé à Reusch (1 360 m), le point de départ d'un téléphérique 40-places construit d'abord en 1963 - soit la première remontée du domaine avant sa reconstruction en 1997 - qui relie toutes les 20 minutes Oldenegg à 1 929 m. Il est mis en service principalement lors des périodes de forte fréquentation, et lorsque le niveau d'enneigement le permet. La piste noire qui relie les deux stations de cette remontée mécanique est la seule du domaine qui permette le retour en vallée. Elle n'a de noir que le nom, car elle est constituée d'une route enneigée qui serpente dans la forêt. De nombreuses possibilités de ski hors piste en forêt sont offertes sur ce secteur. Depuis le pied de la piste, un court téléski relie - imparfaitement - la gare du téléphérique qui est située plus en amont, le long de la route d'accès au col du Pillon.
Une luge sur rail (l'Alpine Coaster), ouverte d'avril à septembre, a été aménagée en 2007 au sommet du domaine. Selon la station, il s'agit de la plus haute installation de ce type au monde. Depuis la terrasse d'observation du sommet, 24 sommets de plus de 4 000 m peuvent être aperçus, dont le Mönch, la Jungfrau, le Cervin et le Mont Blanc.
Glacier 3000 fait partie des regroupements de stations de sports d'hiver de Gstaad Mountain Rides (220 km de pistes) et des Alpes vaudoises, qui coopèrent sur une offre forfaitaire commune. Depuis 2005, l'un des trois actionnaires de la société gérant les remontées mécaniques est Bernie Ecclestone.